# Alternativa Liberal de Avanzada Social
Alternativa Liberal de Avanzada Social (ALAS) era un movimiento político colombiano nacido a finales de la década de los noventa, como agrupación al interior del Partido Liberal, circunscrito al departamento del Cesar y cuyo líder y fundador, Álvaro Araújo Castro, ocupaba una curul en la Cámara de Representantes por este departamento.

## Fundación
El movimiento fue fundado como disidencia del partido Liberal por Álvaro Araújo Castro mientras era Representante a la Cámara del Partido Liberal, cuando tenía 27 años. 
Dos años antes su fundador, Araujo ingreso como representante a la Cámara por el Partido Liberal en 1994, la curul la alcanzó como herencia política de su padre quien tuvo que abandonar la curul por temas judiciales en 1993.
Por Álvaro votaron 18.151 personas lo que le da el valor de formar una disidencia Liberal con el Movimiento Alternativa Liberal de Avanzada Social (ALAS) en 1996 cuando llevaba dos años de Representante. Para entonces tenía 29 años.

## ALAS, en el Congreso 1996-2007
Con este Movimiento su fundador fue elegido Representante por segunda vez en marzo de 1998.
En el año 2002 continuó en el Congreso, pasó de Representante de la Cámara a Senador, con 77.916 votos. Apoyó a Horacio Serpa a la Presidencia. Araújo para alcanzar la curul fue apoyado por los paramilitares según Rafael García. Rafael como testigo estrella de la fiscalía implicó a 36 parlamentarios ayudados por los paramilitares que presionaban o asesinaban a los civiles para alcanzar la votación. Cinco años después: el 15 de febrero de 2007, es capturado por su delito de concierto para delinquir durante las elecciones del 2002. Señalado de captar 47.000 votos en el Cesar en connivencia con el grupo paramilitar de "Jorge 40", así como por secuestro extorsivo agravado. El 18 de abril de 2010 es condenado por concierto para proveer a grupos armados al margen de la ley y determinador para el constriñimiento al sufregante, con pena privativa de 9 años. Cumplió la condena bajo libertad condicionada debido a su afectación de salud y tras haberse fechado las 3/5 partes de la misma.    
."La Juez Segunda de Ejecución de Penas de Valledupar otorgó libertad condicional a Álvaro Araujo Castro, condenado a nueve años y tres meses de cárcel y multa de casi 3.700 millones de pesos por haberse aliado con el bloque Norte de las Auc, al mando de Rodrigo Tovar Pupo, alias ‘Jorge 40’ con el fin de obtener una curul en el Senado, durante el periodo 2002-2006".
Araújo, en el año 2002, se posesionó; teniendo estos antecedentes, fue aceptado por el centro democrático como un integrante más del grupo de congresistas de Álvaro Uribe Vélez, quien ganó la presidencia con 5'862.655 votos, equivalentes al 54.51%. Su candidato presidencial, Horacio Serpa, derrotado por Uribe, obtuvo 3.514.779 votos, es decir, el 32.68%. Serpa fue nombrado embajador de la OEA y la hermana de Araújo fue elegida como ministra de Relaciones Exteriores. 
No solo el Movimiento ALAS era promovido por los paramilitares, también candidatos de otros partidos y movimientos políticos del cesar, para los cuales "Jorge 40" dividió el departamento en regiones: "el G-8 del Cesar" (municipios de El Copey, Bosconia, La Jagua, Astrea, Chiriguana, Chimichagua, Becerril y el Paso) y G-11 del Cesar, para distribuirles la votación según consta en el proceso. También fueron condenados el alcalde de Astrea, Édgar Orlando Barrios Ortega, el representante Jorge Ramírez Urbina y el senador Mauricio Pimiento Barrera. 

### ALAS y las elecciones regionales del Cesar
Siendo senador Araujo, en el año 2003 su primo, Hernando Molina Araújo  hijo de la Cacica, Gana la gobernación del departamento del Cesar a nombre del Partido Liberal, pero con el respaldo de ALAS. Para su elección los paramilitares amenazaron a los candidatos contrarios para que no participaran,quedó como candidato único, según testimonio de Rafael Garcia, exjefe de informática del Das. Hernando también fue acusado de    
ALAS decidió separarse del Partido Liberal para respaldar el gobierno del Presidente Uribe e inició en 2005 un proceso de fusión con las fuerzas políticas de los senadores Elmer Arenas y Leonor Serrano de Camargo, proceso que resultó infructuoso ya que estos adhirieron al Partido de la U también aliados del presidente Uribe.

## Fusión
El 14 de diciembre de 2005 se formalizó la fusión entre el Partido ALAS y el Movimiento Equipo Colombia, este Movimiento en el 2002 logró la mayor votación para el Senado con Alfredo Ramos -fundador en la década de los 80's de la disidencia Conservadora El Unionismo-, dando origen al Movimiento Alas Equipo Colombia. El presidente de la agrupación es Ramos, y el jefe de la bancada parlamentaria era el exsenador Álvaro Araújo. El nuevo partido, definido como uribista, dice diferenciarse de los otros partidos políticos colombianos por su extracción puramente regional (Antioquia-Cesar). En las elecciones legislativas de 2006, el movimiento obtuvo cinco curules en el Senado y varias más en la Cámara de Representantes.
No obstante en 2007 Leonor Serrano se unió a Alas Equipo Colombia para aspirar a la Alcaldía Mayor de Bogotá para el periodo 2008-2011 ya que el Partido de la U no le concedió el aval, para las Elecciones legislativas de Colombia de 2018.
El partido ALAS lo acompañó Equipo Colombia hasta septiembre de 2009 cuando regreso al senado. en todo caso El Partido ALAS continuo en solitario para la elección legislativas de 2010, en estas elecciones mientras su fundador condenado perdió las curules, su personeria jurídica quedó entre dicho y fue recuperada para el año 2017.
Regresa a la contienda electoral con el nombre "Partido Somos Region Colombia" primero tiene como candidata presidencia a Viviane Morales hasta el 2 de mayo de 2018 cuando renuncia como candidata será elegida Embajadora ante Francia por Iván Duque, después hace alianza con los partidos Centro Democrático, Colombia Justa Libres, y MIRA para elegir a IVAN DUQUE como presidente 2018-2022.

## Controversia
A finales del año 2006, el entonces senador Álvaro Araújo Castro, que era jefe del Partido en el parlamento, fue llamado a declarar dentro de una investigación por presuntos nexos con el paramilitarismo. El senador Araújo reconoció que estuvo presente en una fiesta donde también participó el jefe paramilitar "Jorge 40", pero negó cualquier otro vínculo con el paramilitarismo. [1] Varios sectores criticaron al senador, exigiendo que se retire del congreso y enfrente las acusaciones en su contra. Fue retenido el 15 de febrero de 2007 por orden de la corte suprema de justicia. Su curul es ocupada ahora por el senador Antonio Valencia Duque (Político del Departamento de Antioquia y aliado de Luis Alfredo Ramos Botero, quien actualmente aspira a la Gobernación de Antioquia). Renunció a su cargo en el congreso el 27 de marzo de 2007 con el fin de ser investigado por la Fiscalía y no por la Corte Suprema de Justicia. Araújo enfrenta cargos de concierto para delinquir y secuestro extorsivo por la posible participación en el plagio de su contendor Elias Ochoa Daza en las elecciones de 2005, hecho por el cual podría enfrentar hasta 40 años de prisión.